# Peter Marshall (Historiker)
Peter Hugh Marshall (* 23. August 1946 in Bognor Regis, England) ist ein britischer Historiker und Buchautor.
Marshall besuchte die Steyning Grammar School in Sussex. Danach war er „purser cadet“ in der P & O-Orient Shipping Company und segelte um die Welt, bevor er Englischunterricht in Senegal, Westafrika gab. Anschließend kehrte er nach England zurück und machte einen Bachelor of arts in Englisch, Französisch und Spanisch an der University of London und einen Masterabschluss und den Doktor der Philosophie an der University of Sussex. Er unterrichtete Philosophie und Literaturwissenschaften an mehreren britischen Universitäten und Colleges.
Marshall verfasste mehr als 15 Bücher, die in zahlreiche Sprachen übersetzt wurden. Seine Umsegelung Afrikas wurde in einer sechsteiligen TV-Serie umgesetzt und seine Reise durch Irland wurde Gegenstand einer Radiosendung. Außerdem schrieb er mehrere Artikel für britische Zeitungen und Journale.
2018 wurde Marshall für Heretics and Believers: A History of the English Reformation der Wolfson History Prize zugesprochen. Im selben Jahr wurde er auch in die British Academy gewählt.

## Werke
- Heretics and Believers: A History of the English Reformation. Yale University Press, 2017
- The Mercurial Emperor: The Magic Circle of Rudolf II in Renaissance Prague. Pimlico, London 2007
- The Theatre of the World: Alchemy, Astrology and Magic in Renaissance Prague. Harvill Secker, London 2006
- Europe’s Lost Civilisations: Exploring the Mysteries of the Megaliths. London 2006
- Europe’s Lost Civilisations: Uncovering the Mysteries of the Megaliths. Headline, London 2004
- World Astrology’s Quest to Understand the Human Character. Macmillan, London 2004
- The Philosopher’s Stone: A Quest for the Secrets of Alchemy. Macmillan, London 2001
- Riding the Wind. A new Philosophy for a New Era. Cassell, London / New York 1998
- Celtic Gold: A Voyage Around Ireland. Sinclair-Stevenson, London 1997
- Around Africa: From the Pillars of Hercules to the Strait of Gibraltar. Simon & Schuster, London 1994
- Nature’s Web. Rethinking our Place on Earth. Paragon Press, New York 1994
- Demanding the Impossible: A History of Anarchism. HarperCollins, London 1992
- Journey Through Maldives – With photographers Mohamed Amin and Duncan Willetts. Camerapix Publishers International, Nairobi 1992
- William Blake – Visionary Anarchist. Freedom Press, London 1988
- Einführung von Peter Marshall zu Damon and Delia by Wiliam Godwin. Zena, Croesor 1988; herausgegeben von der University of Wales Press
- The Anarchist Writings of William Godwin. Freedom Press, London 1986; new edition 1996
- Cuba Libre – Breaking the Chains? Victor Gollancz, London 1987
- Into Cuba. Zena Publications, London 1985
- William Godwin. Yale University Press, London / New York 1984